# Silaum silaus
Silaum silaus là một loài thực vật có hoa trong họ Hoa tán. Loài này được (L.) Schinz & Thell. miêu tả khoa học đầu tiên năm 1915.

## Hình ảnh

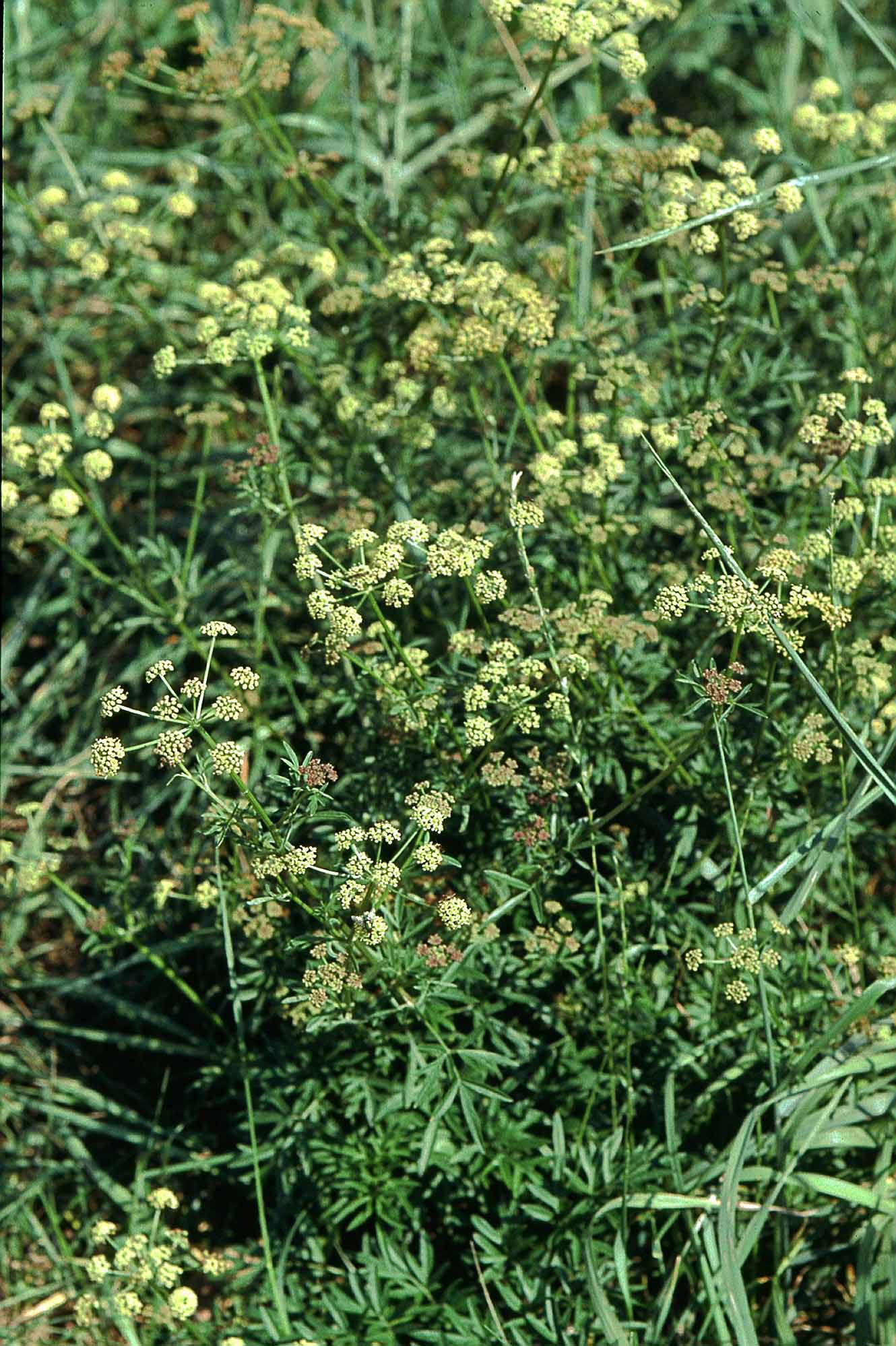
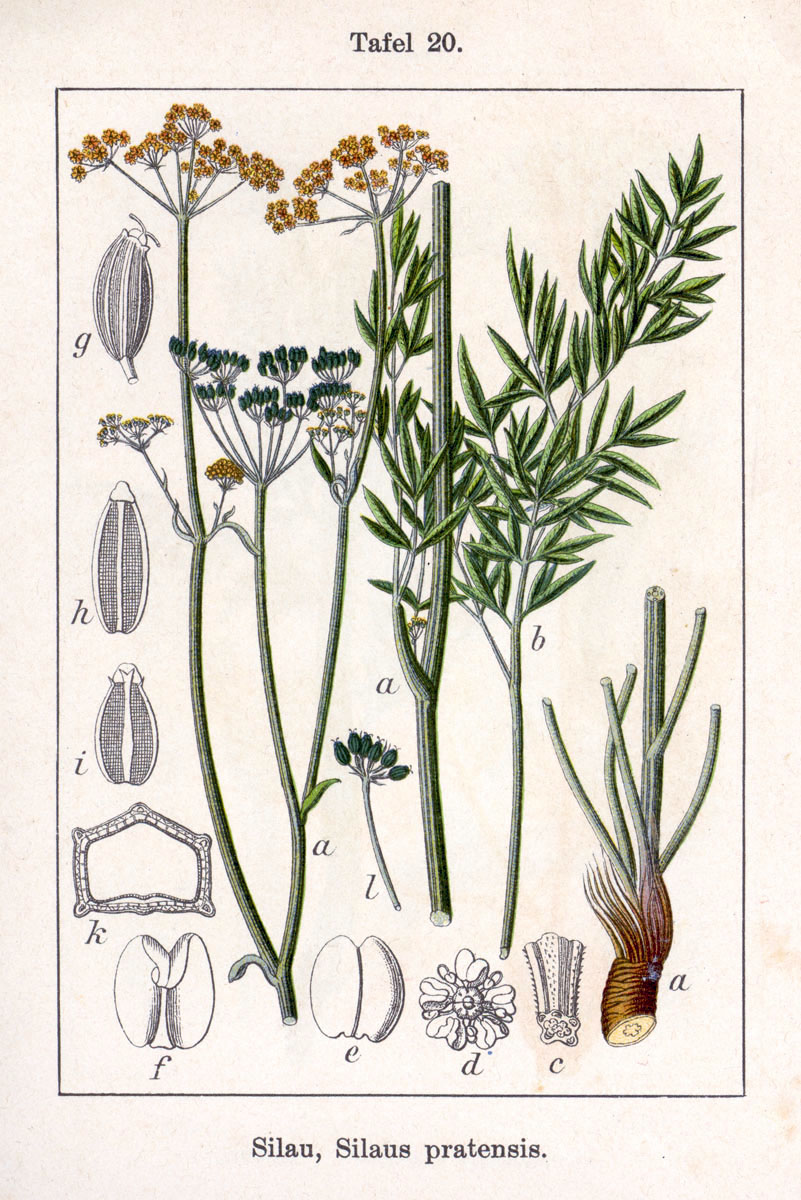
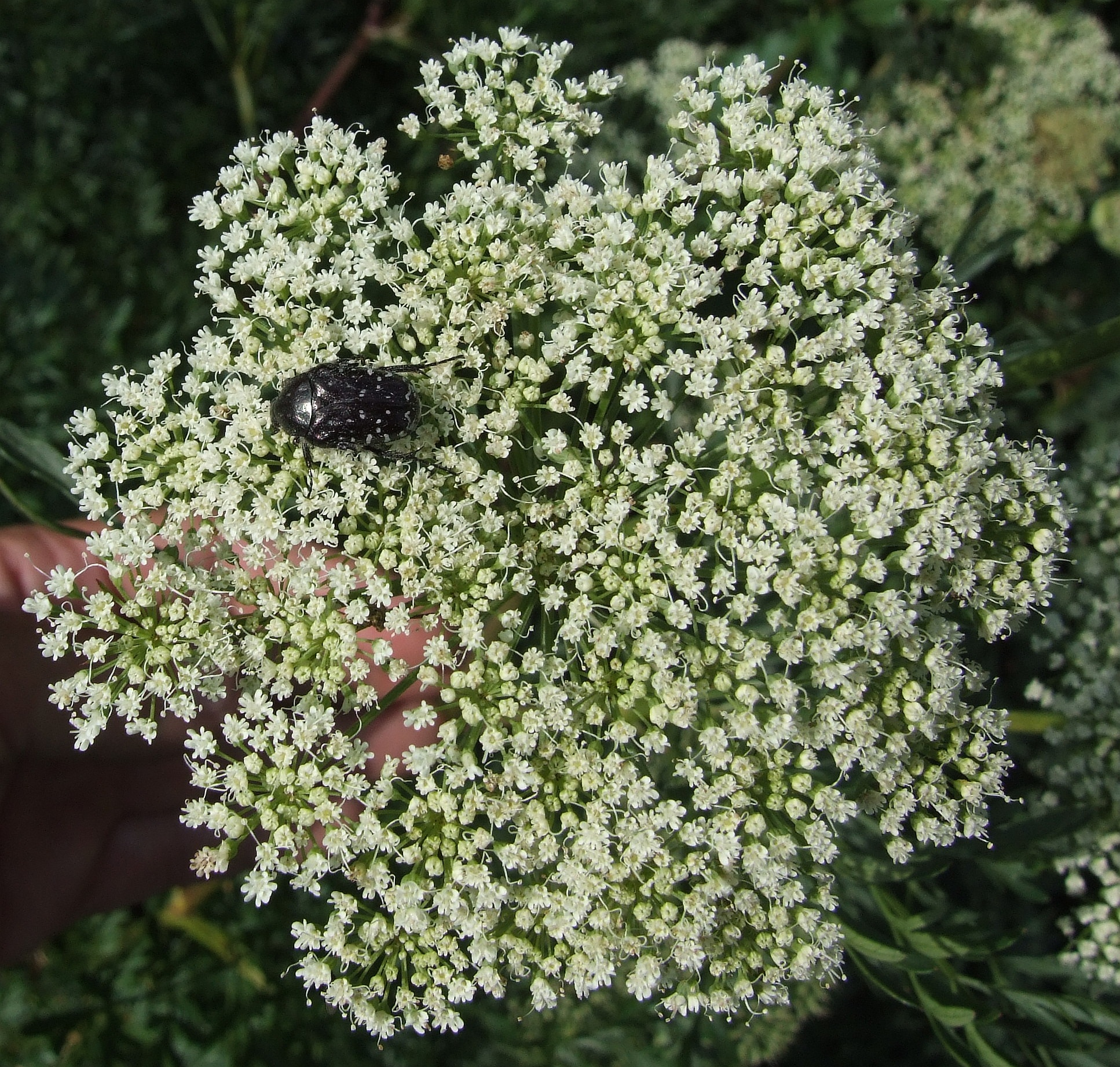
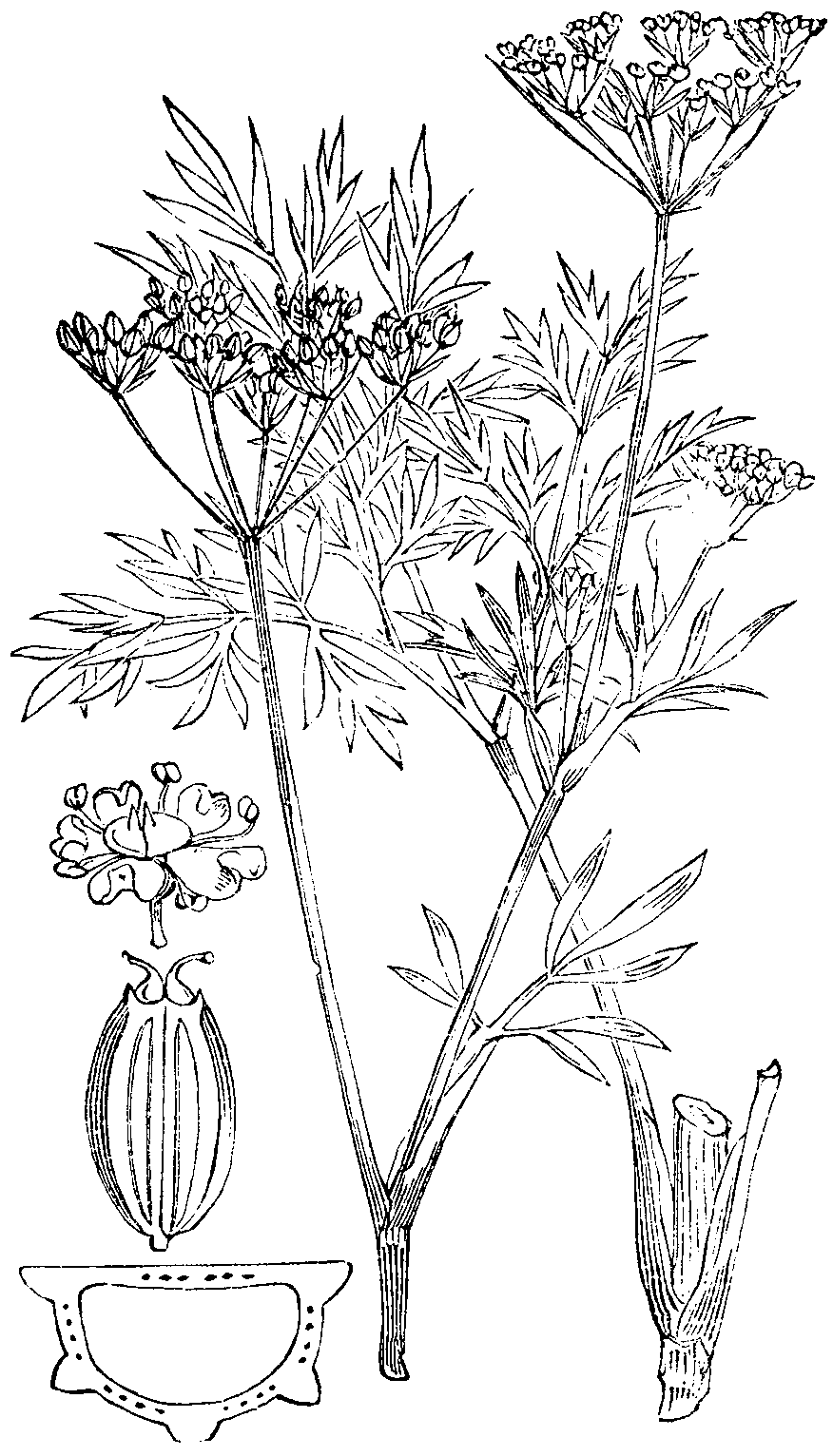